# Loi sur les sociétés par actions (Québec)
Pour les articles homonymes, voir Loi sur les sociétés par actions.
La Loi sur les sociétés par actions (LSAQ) est une loi québécoise qui régit le fonctionnement des sociétés par actions. La loi fédérale équivalente est la  Loi canadienne sur les sociétés par actions (LCSA).
Il s'agit d'une loi importante en droit des affaires québécois car de nombreuses sociétés par actions québécoises la choisissent comme loi constituante et organisent leurs règles internes en fonction des dispositions cette loi. Tout comme la LCSA, la LSAQ cherche à contractualiser de façon souple les rapports entre actionnaires, dirigeants et administrateurs de la société. La plupart des dispositions sont supplétives. Seules les dispositions qui protègent une partie qui a besoin d'être protégée sont impératives. Il existe aussi des dispositions habilitantes qui viennent clarifier la légalité de certains gestes, tel que l'adoption d'une convention unanime des actionnaires.
La LSAQ est une loi québécoise, mais une société constituée en vertu de cette loi peut tout de même agir à l'extérieur du Québec pourvu qu'elle s'immatricule dans une autre province du Canada où elle exerce ses activités, d'après l'arrêt Bonanza Creek.
Les principaux auteurs de la loi sont les professeurs de droit Stéphane Rousseau et Julie Biron.